# David Miller (chanteur)
Pour les articles homonymes, voir David Miller et Miller.
David Miller, né le 14 avril 1973, est un ténor américain membre du groupe musical classique Il Divo.

## Biographie
Il est né à San Diego, en Californie mais a grandi à Littleton dans le Colorado. David est diplômé de l'école californienne Heritage High School. Désintéressé par la suggestion de son père de rejoindre l'armée, David a continué le chant à l'université Oberlin Conservatory of Music, où il a obtenu d'excellentes notes et des diplômes pour belle interprétation vocale et belles performances au théâtre. Il a travaillé pour les meilleures sociétés d'opéra américaines.
Le 6 mai 1998, il a réalisé avec d'autres chanteurs d'opéra, une chanson pour le président américain Bill Clinton à la Maison Blanche. 
Miller a fait ses débuts dans l'opéra flamand Cassio aux États-Unis entre 2001 et 2002. Puis, il a joué dans de nombreux opéras américains.

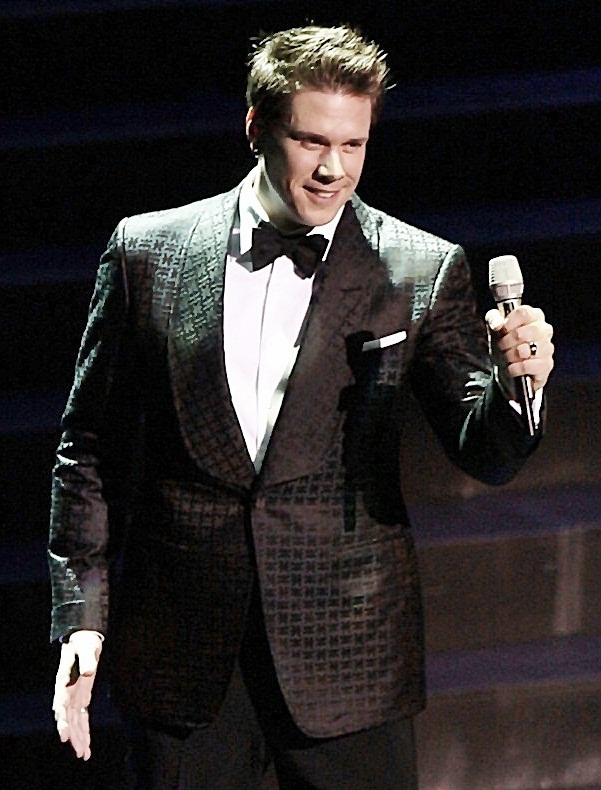
David Miller

## En dehors d'Il Divo
En décembre 2007, tandis que le groupe Il Divo faisait une pause après leur tournée mondiale, David est retourné sur scène dans l'opéra classique. Il a chanté avec l'Orchestre de Chicago, en chantant divers airs de ténor ainsi que quelques chants de Noël. Puis, Miller a fait un duo avec sa future femme, la soprano Joy Kabanuck. Ils ont chanté Time to Say Goodbye.

## Vie personnelle
David vit avec Joy Kabanuck, et ils se sont mariés le 8 août 2009 à New York.

## Discographie

### Opera
- 2002 Baz Luhrmann's, La Bohème

### Il Divo
Pour un article plus général, voir Il Divo.